# Aleksander Mrówczyński
Aleksander Mikołaj Mrówczyński (ur. 9 grudnia 1953 w Chojnicach) – polski polityk, nauczyciel i samorządowiec, poseł na Sejm VIII, IX i X kadencji.

## Życiorys
Jest absolwentem Uniwersytetu Gdańskiego. Ukończył także studia podyplomowe Executive MBA w Collegium Humanum w Warszawie. Pracował jako nauczyciel matematyki, pełnił funkcje kierownicze w lokalnych placówkach oświatowych. Był między innymi dyrektorem centrum kształcenia ustawicznego w latach 1990–1995 oraz pierwszym dyrektorem powołanego w 1994 II Liceum Ogólnokształcącego im. gen. Władysława Andersa w Chojnicach. W 2006 przeszedł na emeryturę.
Zaangażował się w działalność partyjną w ramach Prawa i Sprawiedliwości, w 2015 został pełnomocnikiem powiatowych struktur PiS. W 2006 został wybrany na radnego powiatu chojnickiego, reelekcję uzyskiwał w 2010 i w 2014.
W wyborach parlamentarnych w 2015 kandydował do Sejmu w okręgu gdyńskim. Uzyskał mandat posła VIII kadencji, otrzymując 5835 głosów. Został członkiem Komisji Edukacji, Nauki i Młodzieży oraz Komisji Infrastruktury. W wyborach w 2019 z powodzeniem ubiegał się o poselską reelekcję, zdobywając 16 726 głosów. W wyborach w 2023 po raz trzeci z rzędu został wybrany do Sejmu z wynikiem 15 125 głosów.

## Odznaczenia
Odznaczony Srebrnym Krzyżem Zasługi i Medalem Pro Memoria. Jest żonaty z Danutą, ma dwoje dzieci.